# Иван Кефсизов
Иван Стойчев Кефсизов е български офицер, полковник.

## Биография
Роден е на 21 юни 1896 година в Русе. През 1916 година завършва Военното училище. Служи в първи артилерийски полк и 4-то полско артилерийско отделение. От 1923 г. е на служба в 9-а жандармерийска конна група. Бил е в артилерийската инспекция и Лейбгвардейския конен полк. От 1934 до 1935 г. е в девети конен полк. Между 1935 и 1936 г. е домакин на първи конен полк. Служи още в Лейбгвардейския конен полк (1936 – 1938), четвърти конен полк (1938 – 1940). През 1940 година е назначен за командир на шести конен полк. От 1944 година е командир на втора бронирана бригада. Същата година става командир на първа пехотна софийска дивизия. Участва във Втората световна война като началник на Етапната инспекция. През 1954 г. е съден по процеса срещу генерал Иван Вълков.

## Военни звания
- Подпоручик (5 октомври 1916)
- Поручик (30 май 1918)
- Капитан (1926)
- Майор (26 август 1934)
- Подполковник (6 май 1937)
- Полковник (6 май 1941)